# اچ‌ام‌اس امفیترایت (۱۸۰۴)
اچ‌ام‌اس امفیترایت (۱۸۰۴) (به انگلیسی: HMS Amfitrite (1804)) یک کشتی بود که طول آن ۱۵۰ فوت (۴۶ متر) بود.